# Proceso Bayer
El proceso Bayer es el principal método industrial para producir alúmina a partir de bauxita; luego usada para la obtención del aluminio en estado metálico. Fue patentado por el austriaco Carl Josef Bayer en 1889 y se basa en la disolución de la bauxita con hidróxido de sodio. Este proceso fue imponiéndose hasta convertirse, a partir de los años 1960, en la única fuente industrial de alúmina; y por tanto, combinado con el proceso Hall-Hèroult, el proceso de obtención de aluminio usado mundialmente.

## Proceso
La bauxita es la mena de aluminio más importante, pero solo contiene entre un 30 y un 54 % de aluminio (expresado como Al2O3), siendo el resto una mezcla de sílice, óxidos de hierro y dióxido de titanio. El aluminio de la bauxita se encuentra normalmente formando hidróxidos, Al(OH)3, o mezclas de hidróxidos y óxidos, AlO(OH).
En el proceso Bayer, primero se tritura la bauxita y luego se lava con una disolución caliente de hidróxido de sodio (sosa cáustica a no confundir con sosa que es carbonato de sodio[Na2CO3]), NaOH. La sosa disuelve los minerales de aluminio pero no los otros componentes de la bauxita, que permanecen sólidos. Las reacciones químicas que ocurren en esta etapa, llamada "digestión" son las siguientes:
Al(OH)3 + OH- + Na+ → Al(OH)4- + Na+
AlO(OH) + OH- + H2O + Na+ → Al(OH)4- + Na+
La temperatura de la digestión se escoge en función de la composición de la bauxita. Para disolver el hidróxido de aluminio basta una  temperatura de 140 °C pero para la mezcla de hidróxido y óxido hace falta subir hasta unos 240 °C.

A continuación se retiran de la disolución los sólidos no disueltos, principalmente en un decantador seguido de unos filtros para eliminar los últimos restos. Los sólidos recogidos en el decantador, llamados "lodo rojo" o "barro rojo", se tratan para recuperar la sosa no reaccionada, que se recicla al proceso.
La disolución de Al(OH)4-, ya libre de impurezas, se precipita de forma controlada para formar hidróxido de aluminio puro. Para favorecer la cristalización se opera a baja temperatura y se "siembra" la disolución con partículas de hidróxido de aluminio:

Al(OH)4- + Na+ →  Al(OH)3 + OH- + Na+
La disolución de sosa libre de aluminio se concentra en unos evaporadores y se recicla al comienzo del proceso.
Por último, el hidróxido se calienta a unos 1050 °C, en una operación llamada "calcinación", para convertirlo en alúmina, liberando vapor de agua al mismo tiempo:

2 Al(OH)3 → Al2O3 + 3 H2O
La alúmina obtenida se utiliza principalmente para producir aluminio mediante electrólisis.

## Historia
El químico austriaco Carl Josef Bayer (1847-1904) patentó en 1889 el proceso para obtener alúmina a partir de bauxita mediante una disolución de hidróxido de sodio. Bayer coexistió parcialmente en el tiempo con los químicos. Su padre, Friedrich Bayer (1825-1880), fue uno de los dos fundadores de la empresa químico-farmacéutica Bayer, y Adolf von Baeyer (1835-1917), que recibió el premio Nobel de Química en 1905 por sus contribuciones en el campo de los colorantes químicos. Por tanto, y debido al apellido, idioma y profesión que compartían los tres, a menudo se establece un parentesco erróneo entre ellos. Las primeras plantas industriales de producción de alúmina basadas en el proceso Bayer se instalaron en Francia y en Irlanda en la década de 1890.
Hasta entonces, la alúmina se producía por el proceso de Le Chatelier, que consistía en mezclar la bauxita con carbonato de sodio y someter la mezcla a calcinación en un horno a 1000 – 1100 °C. Como producto de la reacción se obtenía aluminato de sodio, que se lixiviaba a 80 °C para dar una disolución de la que, una vez saturada, se precipitaba la alúmina por medio de CO2 procedente del horno.
La alúmina producida por el proceso de Le Chatelier fue perdiendo competitividad desde la aparición del proceso Bayer hasta quedar casi desbancada a finales de los años 1940. Desde los años 1960 toda la alúmina producida en el mundo lo es por el proceso Bayer.